# Seznam poljskih tenisačev
Seznam Poljskih tenisačev.

## B
- Tomasz Bednarek
- Anna Bieleń-Żarska

## C
- Adam Chadaj

## D
- Marta Domachowska
- Wanda Dubieńska

## F
- Wojciech Fibak
- Magdalena Fręch
- Mariusz Fyrstenberg

## G
- Piotr Gadomski
- Marcin Gawron
- Magdalena Grzybowska

## H
- Ania Hertel
- Hubert Hurkacz

## J
- Jerzy Janowicz
- Klaudia Jans-Ignacik
- Jadwiga Jędrzejowska
- Justyna Jegiołka

## K
- Paula Kania
- Andriej Kapaś
- Katarzyna Kawa
- Arkadiusz Kocyla
- Mateusz Kowalczyk
- Wojciech Kowalski
- Martyna Kubka
- Łukasz Kubot

## L
- Magda Linette

## M
- Kamil Majchrzak
- Marcin Matkowski

## O
- Dawid Olejniczak
- Aleksandra Olsza

## P
- Grzegorz Panfil
- Katarzyna Piter
- Michał Przysiężny

## R
- Agnieszka Radwańska
- Urszula Radwańska
- Alicja Rosolska

## S
- Barbara Sobaszkiewicz
- Iga Świątek
- Mateusz Szmigiel

## Z
- Sandra Zaniewska